# Ovengasi
Ovengasi ist ein Ort in der Provinz Centro Sur in Äquatorialguinea. Er liegt im Einzugsbereich, nordöstlich von Evinayong.

## Geographie
Der Ort liegt östlich von Evinayong zwischen zwei größeren Verkehrsrouten. Im Umfeld liegen die Siedlungen Ndyengayong (N), Mfulayong (O), Ebomicu, Alum und Mabono (SW), sowie Mviga und Nomenan (W).

## Klima
Nach dem Köppen-Geiger-System zeichnet sich Ovengasi durch ein tropisches Klima mit der Kurzbezeichnung Am aus.